# Tromatobia rufopectus
Tromatobia rufopectus är en stekelart som först beskrevs av Cresson 1870.  Tromatobia rufopectus ingår i släktet Tromatobia och familjen brokparasitsteklar. Inga underarter finns listade i Catalogue of Life.